# Virarajendra Chola
Virarajendra Chola, Tamil வீரராஜேந்திர சோழன் – Vīrarājēntira Cōḻaṉ, war ein Herrscher der Chola-Dynastie, der im 11. Jahrhundert im Süden Indiens regierte.

## Etymologie
Die Chola-Könige bedienten sich oft des Sanskrit für ihre Herrschernamen. So auch Virarajendra, das eine Zusammensetzung aus den Sanskritwörtern vīra (वीरा) – Mann, Held, rājan (राजन्) – König, Herrscher und dem Götterkönig Indra (इन्द्र) darstellt und in etwa mit heldenhafter König Indra zu übersetzen ist.

## Leben
Virarajendra war einer der am meisten unterschätzten Könige der Chola, da er einen großen Teil seines Lebens im Schatten seiner beiden älteren Brüder, Rajadhiraja Chola I und Rajendra II. verbrachte und letzterem auch als Mitregent diente. In jungen Jahren wurde er von Rajadhiraja Chola in Sri Lanka als Vizekönig eingesetzt. Unter seinem Bruder Rajendra II. war er Regent von Uraiyur.
Wie seine beiden älteren Brüder war auch Virarajendra ein Abkömmling des Chakravarti Rajendra I. Virarajendra war mit Aru(l)molinangai verheiratet und hatte mit ihr drei Kinder Madhurantaka, Gangaikondachola und Rajasundari. Seine Tochter Rajasundari war mit einem Prinzen der Östlichen Ganga-Dynastie verheiratet. Sein Sohn Mad(h)urantaka wurde zum Vizekönig von Tondaimandalam und der andere Sohn Gangaikondachola zum Vizekönig der Pandya-Territorien. Virarajendra verstarb 1070 und ihm folgte sein Sohn Athirajendra, wobei nicht ersichtlich ist, welcher der beiden Söhne hiermit gemeint ist.
Trotz seiner relativ kurzen Regierungszeit von 7 Jahren konnte er bedeutende Erfolge verbuchen und sämtliche Widersacher besiegen. Es gelang ihm nicht nur das Gebiet des Chola-Reiches in seinem Bestand zu bewahren, sondern er machte sogar überseeische Eroberungen wie in Indonesien, Malaysien, auf Sri Lanka und auf den Nikobaren. Auch Sakkarakottam (Chhattisgarh) konnte er hinzugewinnen.

## Militärische Auseinandersetzungen
Virarajendra trug mehrere Schlachten gegen die Westlichen Chalukya aus, da die Chola wegen Vengi im Interessenskonflikt mit den Chalukya standen. So kämpfte er bei Visayavadai (dem heutigen Vijayawada) gegen die Westlichen Chalukya und schlug ihre Armee an den Ufern der Krishna in die Flucht. Über die Besitzungen der Östlichen Chalukya konnte er die Oberherrschaft der Chola etablieren. Virarajendra setzte außerdem nach Sri Lanka (Singhala Nadu) über und bekämpfte mit eiserner Hand die Freiheitsbestrebungen der singhalesischen Könige.

### Frühe Auseinandersetzungen
Ganz zu Beginn seiner Regierungszeit kam es zu einer Auseinandersetzung mit dem König von Pottapi in Kerala, den er in einer Schlacht tötete. Danach musste er sich dem Gebiet der Pandya zuwenden, da die Panya-Prinzen rebellierten. Seine Abwesenheit nutzten aber die Westlichen Chalukya aus und marschierten ins Territorium der Chola ein. Virarajendra sah sich daher gezwungen nach Gangaikondacholapuram zurückzueilen, um seine Hauptstadt zu verteidigen.

### Kämpfe mit den Chalukya
Noch ehe Virarajendra den Thron bestieg war er bereits an Kämpfen mit den Westlichen Chalukya beteiligt gewesen. Unter dem Kommando seines älteren Bruders Rajendra Chola II focht er beispielsweise in der Schlacht von Mudakaru. Während seiner eigenen Herrschaftszeit trug er insgesamt fünf Schlachten mit den Westlichen Chalukya aus, die alle siegreich für ihn ausgingen – so bei Kudalasangamam (oder Kudal Sangamam), Gangaikondacholapuram, Karur, Kampili und bei Vengi. Am 10. September 1067 sollte es dann zu einer Entscheidungsschlacht – ironischerweise erneut bei Kudalasangamam – kommen, der jedoch der Herrscher der Westlichen Chalukya Someshvara I fernblieb. Virarajendras Truppen warteten noch über einen Monat auf den Gegner, ehe sie in der umliegenden Landschaft marodierten und am Ufer der Tungabhadra eine Siegessäule errichteten.

### Allianz mit Vikramaditya
Nachdem sich der Herrscher der Westlichen Chalukya Someshvara I im April 1068 nach fünf schmachvoll verlorenen Schlachten das Leben genommen hatte, folgte ihm sein Sohn Someshvara II auf den Thron. Es kam aber bald zwischen ihm und seinem jüngeren Bruder Vikramaditya VI zu Thronstreitigkeiten und schließlich zu einem Bürgerkrieg. Vikramaditya floh an den Hof Virarajendra Cholas und flehte ihn im Thronstreit um Hilfe an. Virarajendra zeigte sich gnädig und machte ihn gegen Tributzahlungen zum Thronerben des Westlichen Chalukyareiches. Überdies liierte er sich mit ihm, indem er ihn mit seiner Tochter verheiratete.

### Sri Lanka
Der singhalesische König Vijayabahu, der nur im südlichen Distrikt Rohana (oder Ruhana) über einen kleinen Teil der Insel Sri Lanka herrschte, trachtete danach, seine Einflusssphäre auszuweiten und die Besatzungsmacht der Cholas zu vertreiben. Aus Aufzeichnungen des Mahavamsa geht hervor, dass Virarajendra seine auf der Insel stationierten Truppen jedoch in Richtung Rohana marschieren ließ. Vijayabahu bat daraufhin den König von Burma um Hilfe. Dieser sandte tatsächlich Schiffe und Soldaten zur Unterstützung Vijayabahus. So gestärkt konnte Vijayabahu in den Nordprovinzen Sri Lankas Revolten gegen die Chola initiieren. Die auf der Insel stationierten Chola-Truppen wurden aber zusammen mit angeforderten Einheiten vom Festland den Aufständen Herr. Dennoch sollte Vijayabahu in den kommenden Jahren weitere Unruhen in den von den Chola besetzten Gebieten anstacheln.

### Expedition nach Kadaram
Im Jahr 1068 eroberte Virarajendra Kadaram (Kedah in Malaysien), Anlass war der Hilferuf eines Königs der Srivijaya. Vorausgegangen war eine Zweiteilung des Srivijaya-Reichs im Jahr 1045 unter Airlangga. Recht viel mehr ist über diese Expedition nicht bekannt. In den folgenden 20 Jahren setzten die Chola ihre Inkursionen in Indonesien und Malaysien weiter fort. Dies eröffnete den freien Handel zwischen Südindien und Sri Lanka und dem fernen Osten, der bis zum Ende der Chola-Dynastie (zumindest bis 1215) bestehen bleiben sollte.

## Kulturelles Wirken
Während seiner frühen Regierungszeit unterhielt Virarajendra eine Schule zum Studium der Veden, der Shastra und Grammatik. Für die Studenten wurde ein Wohnheim zur Verfügung gestellt. In dieser Zeit wurde die berühmte Tamilgrammatik Virasoliyam von Buddhamitra verfasst.
Kranke Menschen wurden in einem als Virasolan bezeichneten Krankenhaus untergebracht. 
Virarajendra war ein Anhänger Shivas, der sich wie seine Vorgänger um die Aufrechterhaltung der Tempelanlagen kümmerte und Toleranz gegenüber Verehrern Vishnus zeigte.

## Fazit
Die Regierungszeit Virarajendras fiel auf einen Zeitpunkt, an dem das mittelalterliche Chola-Reich bestrebt war, seine Territorien zu erhalten und dennoch gleichzeitig seine Grenzen auszuweiten. Die Expansion war aber ins Stocken geraten, da Rajadhiraja Chola I an seinem Zenit gefallen war und Rajendra II. nur recht kurz regiert hatte. Alle drei Brüder regierten insgesamt nur 23 Jahre. Traditionelle Feinde der Chola wie beispielsweise die Singhalesen auf Sri Lanka, die Westlichen Chalukya, die Pandya und sogar die Chera sahen die häufigen Regierungswechsel als günstige Gelegenheit, das Joch der Chola abzuschütteln bzw. den Krieg zu erklären. Virarajendra war aber ein fähiger und tapferer Herrscher, der seinen Feinden, insbesondere den Chalukya und den Pandya, die Stirn bot, seine eigenen Untertanen aber beschützte und gütig behandelte.